# Saint-Drézéry
 Saint-Drézéry  (en occitano Sant Dreseri) es una población y comuna francesa, situada en la región de Occitania, departamento de Hérault, en el distrito de Montpellier y cantón del Crès.

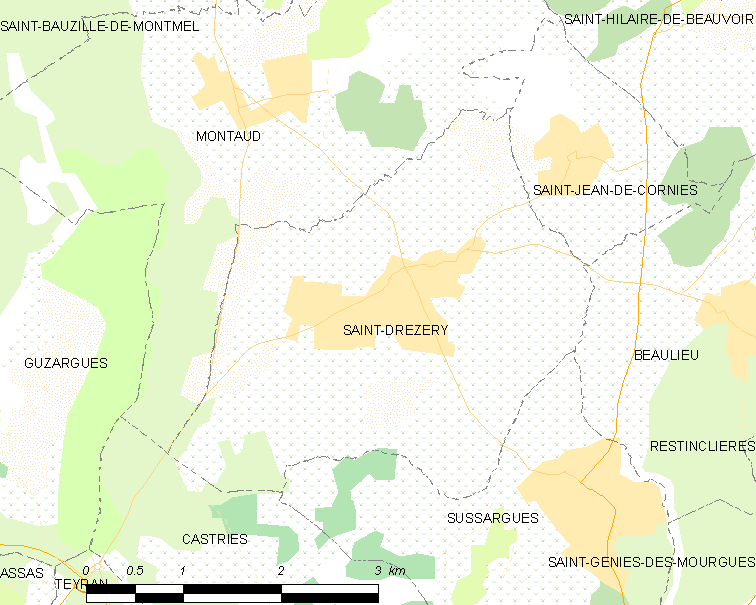
Mapa

## Demografía
| 523 | 555 | 574 | 1017 | 1329 | 1754 | 2295 |
| Para los censos de 1962 a 1999 la población legal corresponde a la población sin duplicidades (Fuente: INSEE [Consultar]) |     |     |      |      |      |      |